# Tweng

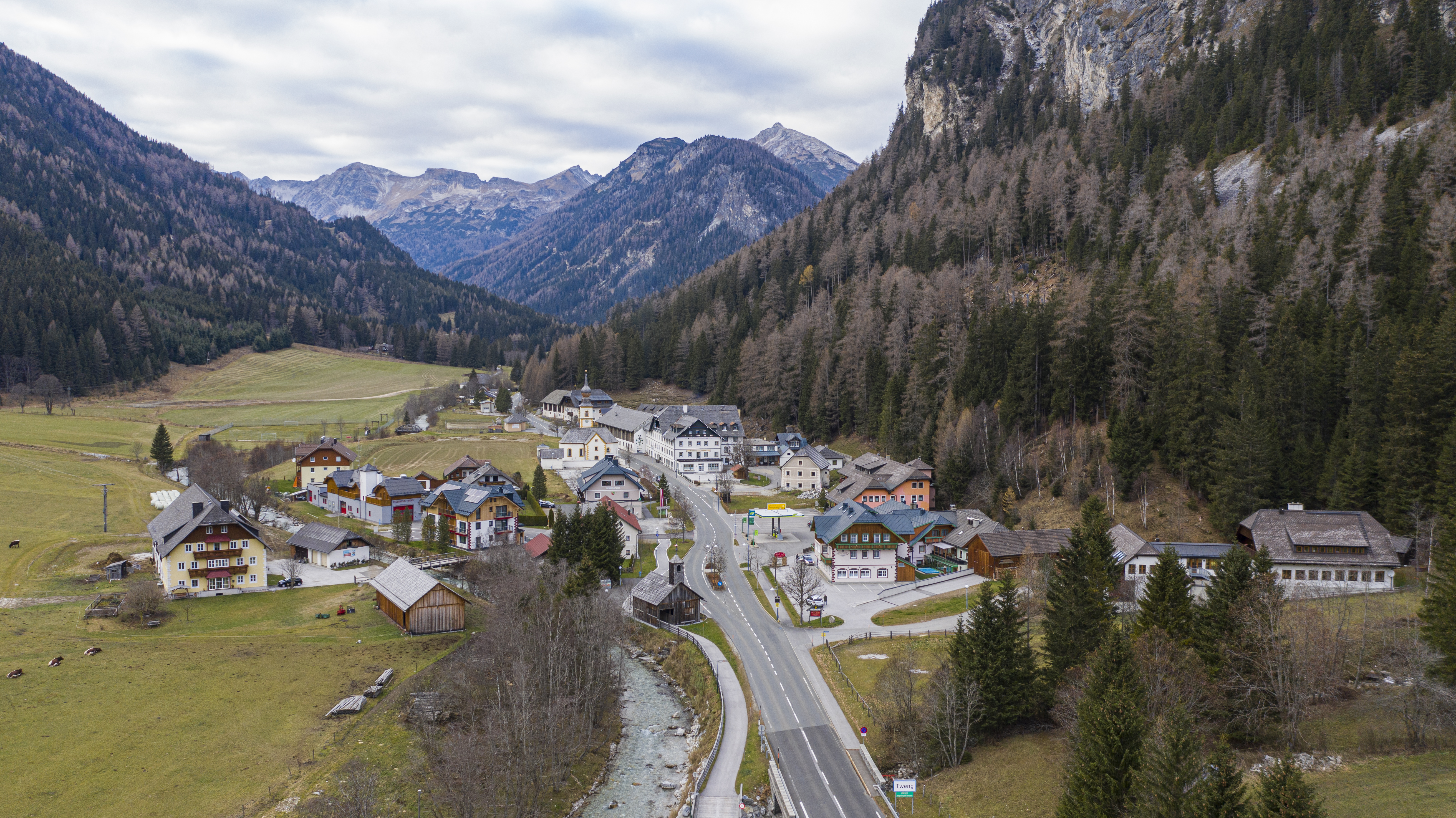
Tweng

Tweng es un municipio situado en el distrito de Tamsweg, en el estado de Salzburgo, Austria. Tiene una población estimada, a inicios de 2023, de 239 habitantes.
Está ubicado al sureste del estado, cerca de la frontera con los estados de Estiria y Carintia.